# Megalocoleus tanaceti
Megalocoleus tanaceti ist eine Wanzenart aus der Familie der Weichwanzen (Miridae).

## Merkmale
Die Wanzen werden 4,3 bis 5,2 Millimeter lang. Die Sporne an den Schienen (Tibien) von Megalocoleus-Arten sind länger als die Schienen breit sind und das apikale Tarsenglied ist dunkel. Megalocoleus tanaceti ist hell gelbgrün gefärbt. Die Körperoberseite ist mit groben, schwarzen Härchen besetzt.

## Vorkommen und Lebensraum
Die Art ist in Europa verbreitet, kommt im Mittelmeerraum aber nur im Norden vor. Östlich erstreckt sich die Verbreitung bis nach Sibirien und in die Kaspische Region. Sie ist in Deutschland weit verbreitet und im Norden häufiger als Megalocoleus molliculus. In Österreich ist sie bisher nur vereinzelt, insbesondere im Osten nachgewiesen. Besiedelt werden verschiedene Lebensräume, in denen ihre Wirtspflanzen wachsen, wie trockene, warme und offene, aber auch feuchte und halbschattige Lebensräume.

## Lebensweise
Die Wanzen leben an Rainfarn (Tanacetum vulgare) und nur selten an anderen Korbblütlern (Asteraceae). Sowohl die Nymphen, als auch die adulten Tiere saugen sowohl an den vegetativen Teilen der Pflanzen, als auch an ihren Reproduktionsorganen und dem Pollen. Man findet sie vor allem im Inneren der Blütenstände. Imagines treten von Mitte/Ende Juni bis Mitte September auf. Die Weibchen stechen ihre Eier in unregelmäßigen Gruppen in die Stängel der Wirtspflanzen ein.

## Belege